# I ragazzi della via Pál
I ragazzi della via Pál (in ungherese A Pál utcai fiúk) è un romanzo per ragazzi di Ferenc Molnár, pubblicato per la prima volta a puntate su rivista nel 1907 e destinato anche agli adulti. È forse il più popolare romanzo ungherese, nonché uno dei più noti classici della letteratura per ragazzi; in esso sono presenti i valori morali che impegnano nella difesa dei propri diritti nei confronti di invasori e prepotenti, come pure dell'onore e del più inatteso eroismo. Una certa parte della critica vi ha anche rilevato degli spunti di generica riflessione antimilitarista.
In Italia il romanzo è noto anche come I ragazzi della via Paal. Questo perché nella lingua ungherese il grafema "á" non equivale al fonema "a" della lingua italiana, ma ad una "a" molto allungata che non esiste nella lingua italiana. Così, per facilitare una pronuncia attendibile del nome, la lettera "á" è stata translitterata in "aa". La prima edizione italiana è del 1929 su traduzione di Alessandro De Stefani e Stefano Rokk Richter.

## Trama

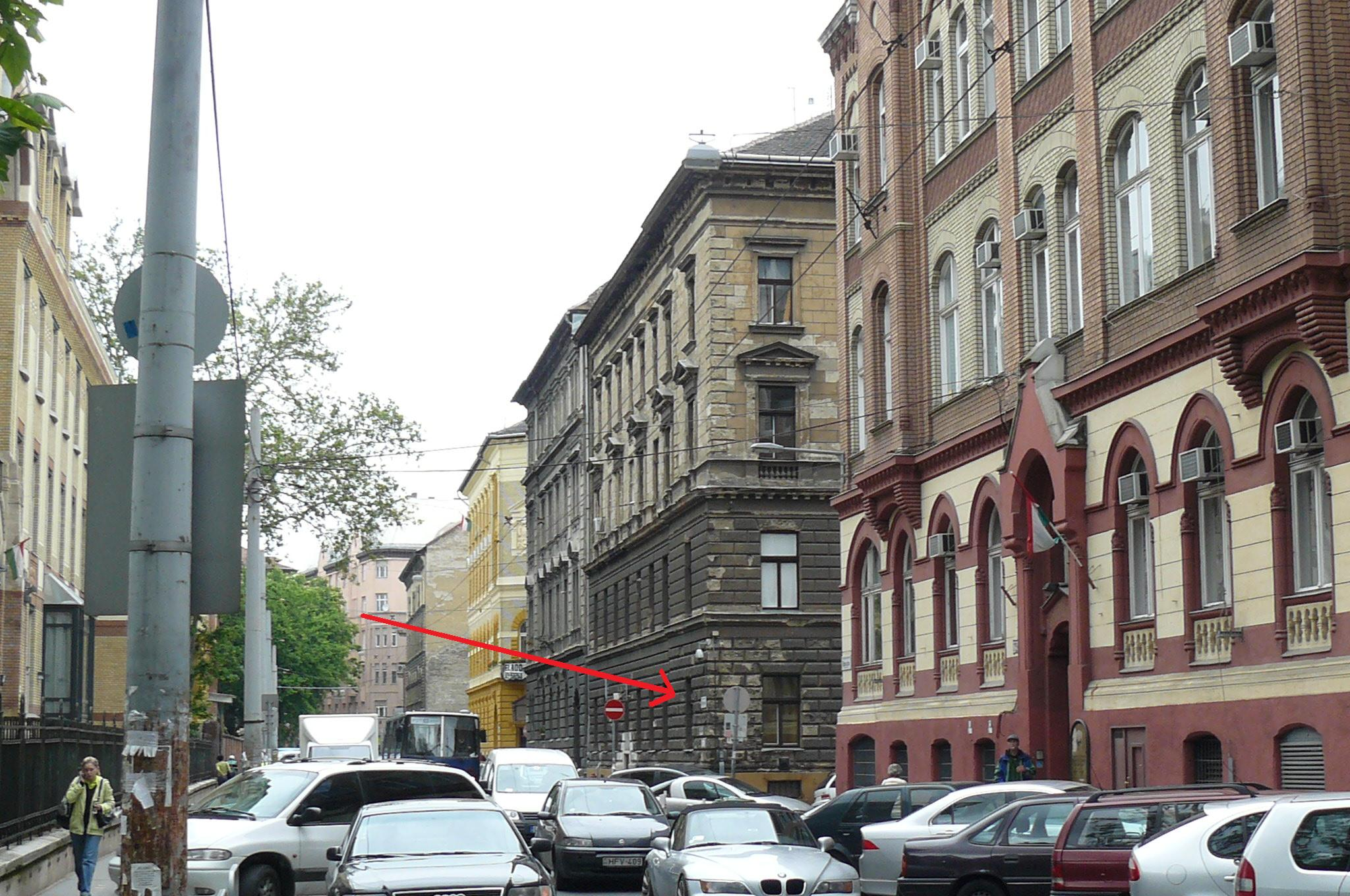
Via Pál com'è oggi. Indicata dalla freccia rossa la zona di gioco dei ragazzi protagonisti del romanzo

La storia è ambientata a Budapest, Ungheria, nella primavera del 1889 e descrive la "guerra" in atto tra due bande di ragazzini di due scuole superiori, il Ginnasio e la Scuola Reale del Jozsefvaros; una ha il proprio "quartier generale" esattamente nella via Pal, l'altra è conosciuta col nome di "Camicie rosse" e ha la sua base al giardino botanico, non molto distante. Sotto la guida di Boka si schierano Geréb, Nemecsek e moltissimi altri ragazzi che si riuniscono in via Pál in un terreno libero delimitato dalle case popolari, nei pressi del quale si trova anche un deposito di legname (la "Cittadella"), alla cui vigilanza si trova il guardiano Jano con un grosso cane. Questo è il loro territorio e parco giochi.
All'inizio della storia il solo Boka, saggio ed equilibrato più degli altri, ha il grado di Capitano e quindi di comandante "dei ragazzi della via Pál", mentre tutti gli altri hanno un grado variabile fra quello di Sottotenente e Tenente, ad eccezione del più piccolo e gracile del gruppo, Nemecsek, l'unico a rimanere sempre e solo soldato semplice ed il cui nome viene inserito spesso nel "quaderno delle punizioni". Le Camicie rosse sono invece guidate dal valoroso e forte Feri Áts, un fiero avversario per Boka. Durante un'incursione, egli riesce ad impadronirsi temerariamente della bandiera - cucita dalla sorella di Csele - che si trovava sulla fortezza che i ragazzi della via Pál avevano costruito su una delle cataste di legname; qualcuno aveva dimenticato di serrare la porta del campetto ed aleggia il sospetto che possa esserci un traditore che abbia lasciato apposta la porta aperta.

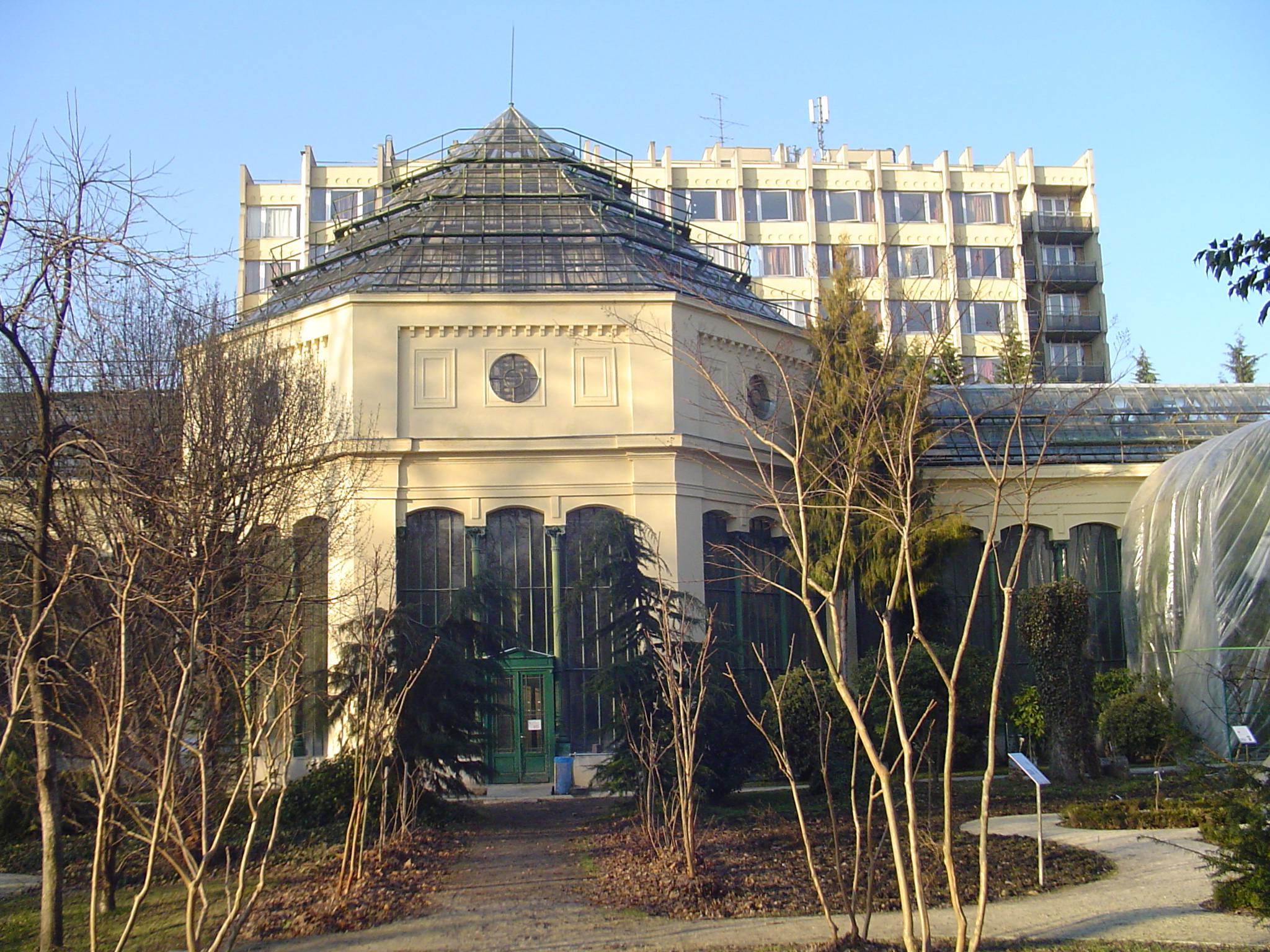
La casa delle palme all'interno del giardino botanico di Budapest com'è oggi

Boka, dopo essere stato riconfermato capo assoluto con 11 voti (contro i 3 dati a Geréb), organizza, assieme a Nemecsek e a Csonakos, una spedizione per riprendere la bandiera direttamente al campo avversario, un isolotto al centro del laghetto nel giardino botanico. L'avventura è piena di colpi di scena ed imprevisti; dopo aver scavalcato il muro di cinta arrampicandosi su un albero di carrubo, si dirigono verso l'isoletta ma Nemecsek cade accidentalmente nel laghetto e più tardi, per nascondersi dalle Camicie rosse, si getta di proposito nella vasca dei pesci rossi, prendendosi così un brutto raffreddore. Fra il gruppo delle Camicie rosse i tre vedono Geréb che, evidentemente invidioso per essere stato sconfitto nell'elezione a comandante, ha deciso di tradire i propri compagni confidando ai nemici tutti i segreti dell'organizzazione della Cittadella di via Pál.
Tutti i componenti del gruppo della via Pál, ad eccezione di Boka e Csónakos, fanno parte anche di un'altra società: la cosiddetta "Società dello Stucco" che si occupa della raccolta di stucco, francobolli, fili di ferro, qualche spicciolo ed altri oggetti che possono risultare utili al gruppo. Scoperti dal severo professor Racz, deciso oppositore di qualsiasi associazione fra i ragazzi, i membri della società sono costretti a proseguire l'attività di nascosto. Bandiscono Nemecsek per indisciplina per aver abbandonato in fretta e furia una riunione, mentre in realtà stava inseguendo Geréb, che si aggirava furtivo là attorno nel tentativo di corrompere il guardiano Janò.
La salute di Nemecsek peggiora, ma ciò non gli impedisce di recarsi nuovamente al giardino botanico proprio durante una delle riunioni delle Camicie Rosse. Scoperto, viene scaraventato per punizione nel laghetto: lo lasciano poi andare perché troppo debole per essere picchiato. Nonostante questo il ragazzo non si trattiene dal dare una lezione di dignità a Geréb, presente alla riunione, che in cuor suo si pente del tradimento assistendo agli onori delle armi che Áts fa riservare a Nemecsek in segno di profondo rispetto per la lezione morale impartita a tutti i presenti.
È solo quando le Camicie rosse dichiarano guerra aperta ai ragazzi della via Pál che Geréb torna per chiedere il perdono di Boka e dei suoi ex compagni, proprio mentre questi stanno organizzando le difese in cima alle cataste di legna; il generale però rifiuta con sdegno, lasciandolo in lacrime e al colmo della disperazione. Il padre di Geréb, di fronte al pianto del figlio, gli chiede spiegazioni e si avvia quindi verso il campo di battaglia: qui i membri della Società dello Stucco scaricano la responsabilità su Nemecsek. Questi, oramai sul punto di svenire fra le braccia di Boka, viene portato a casa ma, per sottrarre Geréb alle percosse del padre, Nemecsek non dice la verità, addossandosi la colpa del tradimento. Gravemente malato, viene messo a letto con la febbre altissima.
Mentre Boka (già Capitano e Presidente, a questo punto autonominatosi Generale) illustra il piano dell'imminente battaglia e predispone la trincea di difesa con le bombe di sabbia e le lance pronte in cima alle cataste di legna, arriva una lettera da parte di Geréb con la quale si dichiara profondamente pentito e trasmette ai ragazzi della via Pál preziose informazioni sui nemici. Viene così riammesso ufficialmente nelle loro file. La battaglia, che inizialmente è a vantaggio delle truppe di Boka, procede agguerrita; la situazione poco dopo sembra precipitare quando le Camicie rosse stanno per liberare tutti i compagni fatti prigionieri. È allora che Nemecsek, scappato di casa nonostante la febbre alta, si getta su Áts stendendolo a terra e facendo così vincere la battaglia a Boka e ai suoi.
L'atto d'eroismo costa però caro a Nemecsek che muore di polmonite nel suo letto, dopo uno straziante ultimo incontro con Boka, senza tuttavia ricevere le scuse di tutti i membri della Società dello Stucco, finalmente pentiti di quanto accaduto, ma giunti troppo tardi a casa del piccolo eroe. Boka, sconvolto dalla tragedia, si reca di corsa al campo e scopre che il proprietario del terreno di lì a poco farà costruire un palazzo. Il giovane fissa pensosamente lo sguardo davanti a sé e, per la prima volta, vede nella sua anima di ragazzo l'idea di ciò che è propriamente la vita, ciò per cui loro hanno lottato fino a quel momento.

## Personaggi

### Ragazzi della via Pál
Giovanni (János) Boka
Capo della banda dei ragazzi della via Pál, il più saggio fra i suoi componenti, non ha timore di chiedere scusa quando capisce d'aver commesso un errore. Sa prendere decisioni, organizzare piani di battaglia, è prudente ed equilibrato. Si esprime molto spesso in prima persona e si sforza di dare il buon esempio, tanto che Molnár lo descrive come "giusto" (è in grado, all'occorrenza, anche di punirsi da solo). Proviene da una famiglia di origini militari. Gli altri ragazzi riconoscono in lui non solo la guida di cui hanno bisogno, ma una certezza; comunica serenità e sicurezza. Il libro non lo descrive fisicamente, salvo nel tono alto della voce, che è molto simile a quello di un adulto. Tutto in Boka contribuisce a creare un modello di ragazzo particolarmente serio e maturo.
Desiderio Geréb (Dezső Geréb)
Alternativamente tenente e soldato semplice, poi sottotenente delle Camicie rosse. Ambizioso, irrequieto e spericolato, è in costante competizione con Boka per il ruolo di capo e non sopporta il suo temperamento pacato e giudizioso. Battuto da Boka durante le elezioni e accecato dalla gelosia, sentendosi migliore di lui decide di tradire i ragazzi della via Pál e schierarsi con le Camicie rosse. Sarà Nemecsek a ridestare la sua coscienza e a provocarne infine il pentimento. Durante la battaglia finale si comporterà nobilmente recuperando l'amicizia delle truppe di Boka, nonché la sua dignità ed il ruolo che aveva perduto.
Csónakos
Tenente, Csónakos è una delle figure più importanti del gruppo. È un ragazzo di campagna, molto forte e abile nell'arrampicarsi sugli alberi e nell'emettere fischi potenti. Impulsivo e allegro, è uno dei pochi non ambiziosi e non gelosi dell'amicizia fra Boka e Nemecsek. È lui che riesce a sconfiggere il più grande dei fortissimi fratelli Pásztor.
Ernesto Nemecsek (Ernő Nemecsek)
Soldato semplice, infine promosso capitano per meriti di guerra, segretario della Società dello Stucco. Biondo, delicato, magro e minuto di costituzione, è un ragazzo di famiglia povera; incompreso e perseguitato, gode però della fiducia e dell'amicizia del grande Boka. Durante il lungo corso della narrazione l'autore non perde occasione per esaltarne il valore, la sincerità, la nobiltà d'animo e la propensione al sacrificio nonostante la malattia: doti che lo pongono in risalto e gli procurano anche le gelosie dei compagni. La sua vicenda si conclude tragicamente con la morte causata da una polmonite.
Francesco Weisz (Ferenc Weisz)
Tenente ed ex presidente della Società dello Stucco. Viene scelto da Boka per comandare il "Battaglione A" nella guerra contro le Camicie rosse. Fondatore e primo presidente della Società dello Stucco, è lui che dichiarerà ad un certo punto - per un malinteso - codardo Nemecsek. Il pentimento di Weisz è particolarmente amaro ed evidenziato nella scena in cui si reca a presentare le proprie scuse a Ernő in punto di morte; questi non farà però in tempo a leggerle.
Paolo Kolnay (Pál Kolnay)
Sottotenente, cassiere ed ex presidente della Società dello Stucco. Kolnay è il primo ad accusare Nemecsek di tradimento della Società, di cui viene subito dopo eletto presidente; ma non è molto ligio ai suoi doveri. Non va mai d'accordo con Barabás, e a volte vengono alle mani. Si riconcilieranno al termine del libro.
Barabás
Tenente e guardasigilli della Società dello Stucco. È scanzonato, impulsivo, a volte impertinente e portato a parlare a sproposito. Barabás è molto utile nella battaglia decisiva, perché è un eccellente tiratore. È uno dei primi a rendersi conto di aver sbagliato nei confronti di Nemecsek. Litiga continuamente con Kolnay.
Csele
Tenente, aiutante di campo, membro della Società dello Stucco. Ha tratti fisici molto delicati ed è l'elegantone del gruppo, sempre impeccabile e in perfetto ordine. Come membro della Società dello Stucco non carica molto l'accusa nei confronti di Nemecsek, e lo sostituirà come aiutante di campo.
Francesco Leszik (Ferenc Leszik)
Sottotenente e redattore dei processi verbali nella Società dello Stucco. È un tipo silenzioso, poco in evidenza nel testo. Molnár però lo fa uscire per ultimo, fra i membri della Società dello Stucco, dalla stanza di Nemecsek dopo la sua morte. Leszik comanda il "Battaglione B" durante la battaglia finale contro le Camicie rosse.
Richter
Componente dei ragazzi della via Pál, membro della Società dello Stucco. È una figura poco evidenziata, salvo essere il custode della palla dei ragazzi della via Pál; comanderà il "Battaglione C" nella battaglia contro le camicie rosse; Boka lo incaricherà di tenere d'occhio Geréb dopo che questo si è scusato col gruppo.

### Camicie rosse
Franco Áts (Feri Áts)
Il capo. Il rivale di Boka è un ragazzo prestante, forte, audace e molto fiero; non è esclusa dal suo carattere una notevole dignità, che gli fa apprezzare il coraggio di Nemecsek (anche se non gli impedisce di punirlo facendolo gettare nel laghetto). Le Camicie rosse prendono nome dalla sua abitudine, imitata dai compagni, di indossare una camicia rossa. Dopo la sconfitta nella grande battaglia per il possesso del campo della via Pál, viene spodestato dal più anziano dei fratelli Pásztor.
Fratelli Pásztor
Membri influenti. Sono una coppia di fratelli molto temuti, che lo scrittore lascia presumere assai prestanti; i Pásztor sono in grado di correre velocissimi, ma sono due figure cupe: camminano torvi, col mento sul petto e le mani in tasca. Hanno razziato le biglie di Nemecsek e di altri ragazzi della via Pál, contravvenendo così agli ordini di Feri Áts di non maltrattare i più deboli. Avranno anch'essi un rimorso molto pesante e si affezioneranno a Nemecsek, che li perdonerà. Il maggiore dei fratelli Pásztor è il più in evidenza e comanda una parte dell'esercito; diventerà capo dell'organizzazione dopo la sconfitta; durante la battaglia viene sconfitto da Csonakos.
Szebenics
Capo arsenale e braccio destro di Feri Áts. Non è un personaggio di particolare spessore. La sua stupidità salva Boka, Csónakos e Nemecsek da sicura cattura durante la spedizione notturna all'Orto botanico. È uno dei pochi a rimanere fedele ad Áts dopo la sconfitta.
Wendauer
Trombettiere e sostituto di Szebenics come custode dell'arsenale. Anche Wendauer non è un personaggio di rilievo; è il più piccolo delle Camicie rosse e perciò viene tirato in causa da Szebenics di fronte alle piccole impronte di Nemecsek trovate sul terreno.
Szelnyk
Soldato. Viene incaricato da Áts di battere i cespugli alla ricerca dei ragazzi di via Pál, in occasione della sortita di questi ultimi all'orto botanico per recuperare la biancheria.

### Personaggi secondari
Jano (János Gál)
È la guardia notturna slovacca della segheria a vapore; di giorno dorme. Ha un cane nero di nome Ettore che è l'unico soldato semplice insieme a Nemecsek. È affezionato ai ragazzi e divertito dalle loro sempre vive manifestazioni di gioco. Si accontenta di fumare nella pipa le cicche di sigarette che gli portano i ragazzi della via Pál, ma ha un debole per i sigari, al punto che Geréb riesce a corromperlo con questi (aggiungendo a ciò anche la promessa di alcuni fiorini).
Sig. Andrea (Andras) Nemecsek
Il sarto, padre di Ernő.
Sig. Geréb
Il padre di Geréb.
Ettore (Hektor)
Il cane nero di razza slovacca di Janó e "mascotte" del gruppo, nonché unico soldato semplice assieme a Nemecsek.
Il professor Rácz
Insegnante di scuola dei ragazzi della via Pál, che scioglierà il Mastic-Club (o Società dello Stucco) organizzata da alcuni di questi, senza però riuscire a impedire che questa venga riconvocata. Detesta ogni associazione, sia pure extrascolastica, nata fra alunni.

## Nomi

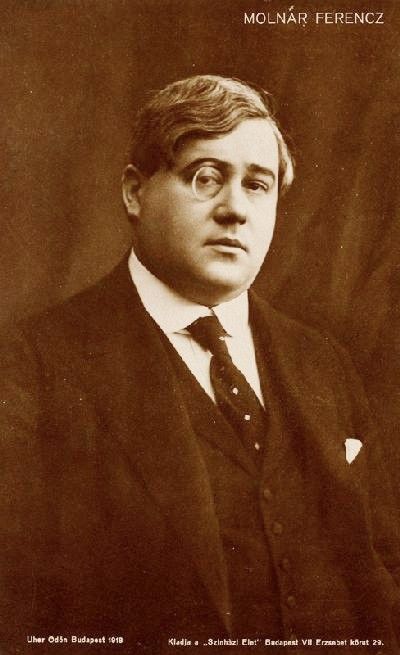
Ferenc Molnár

I nomi originali ungheresi dei ragazzi della via Pál sono talvolta tradotti, specie nelle edizioni meno recenti. Di seguito sono indicati alcuni di essi e i loro corrispondenti italiani (è rispettato l'uso ungherese della forma cognome + nome).
| Forma ungherese | Forma italiana   |
| --------------- | ---------------- |
| Boka János      | Giovanni Boka    |
| Nemecsek Ernő   | Ernesto Nemecsek |
| Geréb Dezső     | Desiderio Geréb  |
| Kolnay Pál      | Paolo Kolnay     |
| Áts Feri        | Ferruccio Áts    |

Da notare che il nome Pál (Paolo) curiosamente non è tradotto nel titolo, come avviene nelle versioni in altre lingue del romanzo. Feri, invece, è il diminutivo del nome Ferenc (Francesco), lo stesso dell'autore. Da ultimo si può ricordare un calembour sul quale Molnár gioca nel corso del romanzo: il cognome Csónakos, in ungherese, significa "barcaiolo".

## Oggetti ricorrenti nel romanzo
- Einstand. Tradotto fermolì, altolà ma anche razzia, in altre versioni, è un'intimazione di "guerra" fatta da un ragazzo più forte nei confronti di uno più debole. I fratelli Pásztor, ad esempio, lo rivolgono a Nemecsek al Museo Nazionale.
- Libro nero (fekete könyv). È il libro in custodia di Geréb sul quale vengono annotati i comportamenti riprovevoli commessi sul campo.
- Società dello stucco (gitt egylet). Lo stucco viene raccolto dai membri della Società. Il presidente ha l'obbligo di masticarlo affinché non indurisca.
- Ruderi dell'Orto botanico. Sono l'arsenale segreto delle Camicie Rosse, dove sono nascoste le lance e i tomahawk. Boka, Csónakos e Nemecsek vi si rifugiano durante la spedizione al covo nemico. Non sono i resti di un antico maniero, poiché sono state "costruite" le sole rovine.

## Trasposizioni cinematografiche
- I ragazzi della via Paal (A Pál utcai fiúk) - film (Ungheria, 1924), diretto da Béla Balogh, con György Faragó (Nemecsek), Ernő Verebes (Boka), Ferenc Szécsi (Gereb), István Barabás (Feri Ats), Frigyes Pártos (Csonakos).
- I ragazzi della via Paal (No Greater Glory) - film (USA, 1934), diretto da Frank Borzage, con George P. Breakston (Nemecsek), Jimmy Butler (Boka), Jackie Searl (Gereb), Frankie Darro (Feri Ats), Donald Haines (Csonakos).
- I ragazzi di via Pal - film (Italia, 1935), diretto da Cesare Civita, Alberto Mondadori e Mario Monicelli, con Giulio Tamagnini (Nemecsek), Alberto Vigevani (Boka), Giulio Macchi (Gereb), Bruno Aghion (Feri Ats), Carlo Cartigliani (Csonakos). - Primo film con cast di ragazzi del cinema italiano e prima regia di Mario Monicelli, interpretato da iscritti ai Gruppi universitari fascisti di Milano.
- I ragazzi della via Paal (A Pál-utcai fiúk) - film (Ungheria-USA, 1969), diretto da Zoltán Fábri, con Anthony Kemp (Nemecsek), William Burleigh (Boka), John Moulder-Brown (Gereb), Julien Holdaway (Feri Ats), Robert Efford (Csonakos). - Per questo film Zoltán Fábri ebbe una nomination all'Oscar (1969)
- I ragazzi della via Pál - miniserie televisiva (Italia, 2003), diretto da Maurizio Zaccaro, con Mesés Gáspár (Nemecsek), Csaba Gáspár (Boka), Gergely Mészáros (Gereb), Daniel Lugosi (Feri Ats), Péter Ványi (Csonakos).
- I ragazzi della via Pál (A Pál-utcai fiúk) - film TV (Ungheria, 2005), diretto da Ferenc Török, con Balázs Bojtár (Nemecsek), Krisztián Fekete (Boka), Milán Király (Gereb), Csaba Csuhai Csinos (Feri Ats), Róbert Rostási (Csonakos).